# Nefercaor
Nefercaor (em egípcio: Nfr-k3-Ḥr) foi um faraó da VII ou VIII dinastia durante o início do Primeiro Período Intermediário (2181–2055 a.C.). De acordo com os egiptólogos Jürgen von Beckerath e Darrell Baker, foi o décimo primeiro faraó da dinastia. Seu nome aparece na Lista Real de Abido (número 50) e num selo cilíndrico de esteatita preta de proveniência desconhecida.